# Bétera (kommunhuvudort)
Bétera är en kommunhuvudort i Spanien. Den ligger i provinsen Província de València och regionen Valencia, i den östra delen av landet, 290 km öster om huvudstaden Madrid. Bétera ligger 110 meter över havet och antalet invånare är 20 740.
Terrängen runt Bétera är platt åt sydväst, men åt nordost är den kuperad. Runt Bétera är det tätbefolkat, med 881 invånare per kvadratkilometer. Närmaste större samhälle är Valencia, 15,3 km sydost om Bétera. Trakten runt Bétera består till största delen av jordbruksmark.